# 小林操
小林 操（こばやし みさお、1955年3月22日 - ）は、日本の男性俳優、声優。東京都出身。

## 来歴・人物
東映演技研修所プロダクション、ボンバー森尾ボイスワークショップ、映像テクノアカデミアを経てプロダクション・タンク所属。
身長178cm。
特技・資格は神道夢想流杖術2段、無外流居合道初段、乗馬、水泳、歌（演歌）、料理、大型自動車免許。
東映時代は刑事ドラマやVシネマにおいて悪役を中心に出演していた。2010年代からは声優としても活躍している。

## 出演

### テレビドラマ
- あぶない刑事
- 愛しの刑事
- 上を向いて歩こう!
- 噂の刑事トミーとマツ
- 俺たちルーキーコップ
- 陰の季節
- 騎馬奉行
- 刑事追う!
- 刑事・鬼貫八郎
- さすらい刑事旅情編
- 静かなるドン
- 大河ドラマ
  - 琉球の風
  - 元禄繚乱
- 十時半睡事件帖
- はぐれ刑事純情派
- はだかの刑事
- はみだし刑事情熱系
- 陽のあたる場所
- BLACK OUT
- 闇の伴走者（2015年4月11日 - 5月9日、WOWOW） - 優希の父 役
  - 闇の伴走者〜編集長の条件（2018年3月31日 - 4月28日、WOWOW） - 優希の父 役
- 世にも奇妙な物語 冬の特別編 (1994年)

### 映画
- 安藤組外伝 人斬り舎弟
- 義務と演技（1997年）
- 凶気の桜（2002年）
- 霧の子午線（1996年）
- 銀玉命!銀次郎
- 喧嘩組
- 極道渡世の素敵な面々
  - 新・極道渡世の素敵な面々
- 催眠（1999年）
- ザ・ハングマン
- 獅子王たちの最后（1993年）
- 集団左遷（1994年）
- 修羅がゆく
- 修羅の伝説（1992年）
- 安藤組外伝 掟（2000年） - 佐久間組若頭補佐 黒岩孝介
- JINGI 仁義
- 新宿の帝王
- 狙撃3
- 大失恋。（1995年）
- 大病人（1993年）
- 日本一短い「母」への手紙
- 半落ち（2004年）
- 北京原人 Who are you?（1997年）
- 法医学教室の事件ファイル
- ボディガード牙
- まあだだよ（1993年）
- 本気!
- マルタイの女（1997年）
- ミンボーの女（1992年）
- ワル

### 特撮
- メガロマン

### テレビアニメ
2016年
- ユーリ!!! on ICE（コーリャ・プリセッキー）

2017年
- アイドルマスター SideM（恭二の父）
- キノの旅 -the Beautiful World- the Animated Series（老人）
- サクラクエスト（信楽、ヒデ爺）
- 神撃のバハムート VIRGIN SOUL（侍従）
- ツインエンジェルBREAK（神主）
- ベルセルク（老人）
- 魔法陣グルグル（村人A）

2018年
- 重神機パンドーラ（親父）
- 名探偵コナン（霊岸雄高）
- ルパン三世 PART5（残党隊長）
- 鹿楓堂よついろ日和（おじいさん、ボート係のオジサン）
- 銀魂.（宮司）

2019年
- キャロル&チューズデイ（編集者）
- ありふれた職業で世界最強（竜神族老人）

2020年
- 八男って、それはないでしょう!（ユルゲン）

2021年
- takt op.Destiny（老人客）
- ルパン三世 PART6（老人）

2022年
- 幻想三國誌 -天元霊心記-（和尚）
- 怪人開発部の黒井津さん（ハチロー）
- 史上最強の大魔王、村人Aに転生する（幹部老人）
- キングダム（老守り人）
- オーバーロードIV（長老）

2023年
- THE MARGINAL SERVICE（村長〈ボイスオーバー〉）
- 青のオーケストラ（オーケストラ団員）
- アンデッドガール・マーダーファルス（ホルガー）
- ゾン100〜ゾンビになるまでにしたい100のこと〜（モブじいE）

2024年
- サザエさん（歯科医師）
- 夏目友人帳 漆（神主）
- 戦国妖狐 千魔混沌編（上泉伊勢守）

2025年
- 地縛少年花子くん2（老人A）
- 桃源暗鬼（桃太郎機関幹部C）

### 劇場アニメ
- LUPIN THE IIIRD 血煙の石川五ェ門（2017年、海上保安官本部長 石野）
- BLAME!（2017年）
- きみの声をとどけたい（2017年、浜須賀長介）
- アリスとテレスのまぼろし工場（2023年、市民E）

### Webアニメ
- 無限の住人-IMMORTAL-（2019年、他流道場主）
- ケンガンアシュラ（2019年、網代光臨丸[5]）
- カッコウのいいかげん！（2022年、王様）
- LUPIN ZERO（2022年、取引相手）
- T・Pぼん（2024年、村長）

### 吹き替え

#### 映画（吹き替え）
- 足跡はかき消して（ミスター・ウォルターズ〈ジェフ・コーバー〉）
- ある日、クイーンズで（パパ〈トニー・ロビアンコ〉[6]）
- X エックス（ハワード〈スティーヴン・ユーレ〉）
- オードリー・ヘプバーン（ジョン・ローリング〈本人〉[7]）
- 奇跡の教室 受け継ぐ者たちへ
- キングのメッセージ（フランク・リアリー〈クリス・マルケイ〉）
- クリスティーン（ダーネル〈ロバート・プロスキー〉）※ULTRA HD BD版
- シークレット・ランナー（イワン・デミソフスキー〈ウド・キア〉）
- 首都大地震（テリー・ワイルダー議長〈エリック・ロバーツ〉）
- スカイライン -奪還-（サージ〈アントニオ・ファーガス〉）
- スキャンダル（ルパート・マードック〈マルコム・マクダウェル〉）
- トレイン・ミッション（ウォルト〈ジョナサン・バンクス〉）
- ホワイト・ノイズ
- マ・レイニーのブラックボトム（トレド〈グリン・ターマン〉）
- モキシー 〜私たちのムーブメント〜
- ラスト・ムービースター（ソニー〈チェビー・チェイス〉）
- ローズマリーの赤ちゃん（エドワード・ハッチ〈モーリス・エヴァンス〉）※VOD版

#### ドラマ
- ヴァイキング 〜海の覇者たち〜
- ウェアウルフ・バイ・ナイト
- ウェンズデー
- エコー（スカリー〈グラハム・グリーン〉）
- 狼の食卓
- カウンターパート/暗躍する分身（アルドリッチ〈ウルリク・トムセン〉）
- キャット 〜私のママは首相〜
- グッド・ワイフ
- グッド・ファイト
- コブラ会（シッド・ワインバーグ〈エドワード・アズナー〉）
- サバイバー: 宿命の大統領（ジェームズ・ロイス州知事〈マイケル・ガストン〉）
- ザ・チェア 〜私は学科長〜（エリオット・レンツ〈ボブ・バラバン〉）
- SHERLOCK/シャーロック 忌まわしき花嫁
- シカゴ・メッド
- 私立探偵マグナム (リブート版)（ラッセル・ハーラン〈リー・メジャース〉）
- スクール・オブ・ロック（フィン先生の父〈トーマス・F・ウィルソン〉）
- SCORPION/スコーピオン
- 高い城の男（ハインリヒ・ヒムラー〈ケネス・タイガー〉）
- HAWAII FIVE-0 シーズン9 #8（パーシー・グローヴァー・Jr〈クリフトン・パウエル〉）
- コード・オレンジ・ファスト・レイン（ハーディー大佐〈ゲイリー・チョーク〉）
- ボッシュ: 受け継がれるもの（ローズ）
- LOVE ラブ
- Your Honor/追い詰められた判事 #1（弁護人）

#### アニメ
- ミラベルと魔法だらけの家（アルトゥーロ[8]）

### VP
- 医療向けVP
- 建設作業員VP

### テレビ番組
- 奇跡体験!アンビリバボー